# Fokozás (nyelvészet)
A grammatikában a fokozás a legszélesebb értelemben vett tárgyak melléknevekkel kifejezett tulajdonságai és az igék által kifejezett cselekvés, történés, állapot stb. határozószókkal kifejezett körülményei között tesz megkülönböztetést ezek megnyilvánulásának mértékére vonatkozóan, tárgyak vagy cselekvések összehasonlításának céljából. A fokozás ún. fokok közötti ellentétek rendszerében valósul meg.
Nem minden melléknév fokozható. Általában nem fokozhatók az abszolút tulajdonságokat hordozó melléknevek. Ilyen a viszonyító melléknevek többsége, pl. anyanyelvi, egysejtű, balkezes. Minősítő melléknevek között is vannak fokozhatatlanok, például azok, amelyek lexikai jelentése beleérti a középfokot: (franciául) inférieur „alsóbbrendű”, supérieur „felsőbbrendű”.
A határozószók közül csak egyes módot, időt és helyet kifejezők fokozhatók, pl. gyorsan, régen, közel.
Egyes nyelvek grammatikáiban három fokról van szó: alapfok, középfok és felsőfok, latin eredetű terminusokkal, például angolul, positive, comparative, illetve superlative. Más nyelvekéiben ezek csak a fokozás főkategóriáinak számítanak, és az utóbbi kettő alkategóriáit is elhatárolják. Ez azzal van kapcsolatban, hogy az előbbi nyelvekben szintetikus eszközökkel, azaz toldalékokkal fejezik ki a három főkategóriát, az utóbbiakban pedig analitikus eszközökkel vagy ilyenekkel is, úgy a főkategóriákat, mint az alkategóriákat. Egyes nyelvek történetében, mint amilyenek az újlatin nyelvek, a fokozás eszközei a teljes szintetizmustól a teljes vagy csaknem teljes analitizmusig fejlődtek.
Alapfokúnak nevezik a melléknév, illetve a határozószó szótári alakját. Ez nem ad semmiféle információt fokozásról vagy összehasonlításról, és alakilag jelöletlen, csupán viszonyítás alapjául szolgál a többi foknak.

## A középfok
Ez a fok a melléknév esetében azt jelzi, hogy egy vagy több valaki vagy valami nagyobb mértékben rendelkezik egy vagy több tulajdonsággal az alapfok által képviselt mértékhez viszonyítva. Ezzel a legtöbb esetben összehasonlítható:
- két valaki vagy valami az által, hogy különböző mértékben van meg nekik egy tulajdonság: (magyarul) Olcsóbb a hal a húsnál;[7]
- két ugyanolyan természetű körülmény (például időpontok) az által, hogy különböző mértékben van meg egy valakinek vagy valaminek egy tulajdonság a két körülményben: (románul) X este mai înalt decât anul trecut ’X magasabb (beleértve „most”), mint tavaly’;[3]
- két tulajdonság az által, hogy különböző mértékben vannak meg egy valakinek vagy valaminek: (franciául) Pierre est plus travailleur qu’intelligent ’Pierre inkább szorgalmas, mint okos’ (szó szerint ’… szorgalmasabb, mint okos’).[8]

A határozószó esetében a középfok azt jelzi, hogy egy vagy több cselekvés egy vagy több körülménye nagyobb mértékben nyilvánul meg az alapfok által képviselt mértékhez viszonyítva. Ezzel a legtöbb esetben összehasonlítható:
- két valaki vagy valami (mondattani szempontból alany) az által, hogy különböző mértékben nyilvánul meg velük kapcsolatban egy cselekvés körülménye: (franciául) Étienne réussit mieux que sa sœur ’Étienne-nek jobban sikerül, mint a nővérének’;[9]
- két ugyanolyan természetű körülmény (például helyek) az által, hogy különböző mértékben nyilvánul meg bennük egy alany egy cselekvésének egy más természetű körülménye (például mód): (románul) „Aici, porumbul... creștea mai repede ca la câmp” ’Itt a kukorica gyorsabban nőtt, mint a mezőn’ (Marin Preda);[10]
- egy alany két cselekvése az által, hogy különböző mértékben nyilvánul meg egyazon körülményük: (magyarul) Rózsa szebben ír, mint rajzol.[11]

Úgy a melléknév, mint a határozószó esetében bele van értve, hogy az összehasonlítás második tagja az alapfokú alak által képviselt mértékben rendelkezik a tulajdonsággal, illetve ebben a mértékben nyilvánul meg nála a körülmény.
Megjegyzendő, hogy az összehasonlítottak lehetnek többes számúak vagy kapcsolatos mellérendelő viszonyban lévő elemekből állók is.
Mondattani szempontból az összehasonlító szerkezet második tagja hasonlító határozó (magasabb az apjánál) vagy hasonlító határozói mellékmondat, amely legtöbbször hiányos: Magasabb, mint az apja (← Magasabb annál, mint amilyen magas az apja).
A tulajdonság vagy a körülmény mértékével kifejezett egyenlőtlenséget nyomatékosítani lehet bizonyos határozószók használatával: Te sem vagy sokkal jobb!

## A felsőfok
Ez a fok azt jelzi, hogy a melléknév által kifejezett tulajdonság vagy a határozószó által kifejezett körülmény a legnagyobb mértékben nyilvánul meg ugyanannak a melléknévnek, illetve határozószónak az alapfokú alakjához viszonyítva. Ezzel a melléknév kiemel valaki(ke)t vagy valami(ke)t más lehetséges valakik vagy valamik közül, a határozószó pedig kiemel egy alanyt más lehetséges alanyok közül. Ezek ugyanabban a mondatban jelennek meg vagy a mondatot megelőző kontextusból következtethetők ki.

## A fokozás kifejezése

### A magyarban
A magyar nyelv grammatikái általában csak a fentebb főfokoknak nevezettekkel foglalkoznak, melyeket toldalékokkal fejeznek ki.
A középfokot a -bb- jel fejezi ki, mely mindegyik fokozható melléknévhez és nem képzett határozószóhoz járul. Közvetlenül kötődik magánhangzóra végződő melléknevekhez. Egyesekben nem okoz semmiféle változást (pl. nagyszájú → nagyszájúbb), de az a-t és az e-t megváltoztatja: buta → butább, gyenge → gyengébb. A mássalhangzóra végződő melléknevek és nem képzett határozószók a magánhangzó-harmónia szabályai szerint alkalmazott a vagy e kötő magánhangzók közvetítésével kapják a jelt: magas → magasabb, érdekes → érdekesebb. Egyes melléknevek középfoka rendhagyóan alakul: jó → jobb, szép → szebb. A fokjel után következhetnek egyéb toldalékok, beleértve a melléknévből határozószót képző -n-t és -ul/-ül-t: gyengébbek, gyengébb(ek)nek, gyengébben.
A felsőfok a középfok alakja elé tett leg- előképzővel alakul, pl. a legbutább, a legbutábban. Van ún. túlzófok is, amely a felsőfok nyomósított változata: a legeslegbutább, a legeslegbutábban. Kivételesen ezek az előképzők egyes szavak alapfokú alakjához járulnak: legalsó, legeslegutolsó.
A melléknév középfokú vagy felsőfokú alakja kiegészülhet az ún. kiemelő jellel. Ez valakik vagy valamik azon csoportjából, amelyre vonatkozik, kiemeli az egyiket, megerősítve a melléknév határozottságát: a szebbik, a legszebbik.
Egyes grammatikák megemlítik az ún. lefelé fokozást is a fenti felfelé fokozással ellentétben, amely a tulajdonság vagy a körülmény kisebb mértékét fejezi ki. Ez körülírással, azaz analitikus módszerrel történik: kevésbé rossz, a legkevésbé jó. Nem magyar ajkúaknak szóló grammatikákban megjelenik a fokozással kapcsolatban példa a tulajdonság vagy a körülmény azonos mértékét kifejező szerkezetre is: Mária (épp)olyan jól énekel, mint Zsuzsa.
A középfokú melléknévvel vagy határozószóval kifejezett összehasonlítás is megvalósítható a mint kötőszós szerkezettel (János magasabb, mint Péter), melynek mondattani szinonimája a -nál/-nél ragos második taggal szerkesztett: János magasabb Péternél.

### A közép-délszláv diarendszerben
A közép-délszláv diarendszer nyelveinek (bosnyák, horvát, montenegrói, szerb) grammatikái hasonló módon tárgyalják a fokozást, mint a magyar nyelvéi, és a fokozás maga is analóg módon történik, azaz toldalékokkal.
A melléknevek középfoka három jel egyikével alakul szabályszerűen, melyet a melléknév rövid (határozatlan) hímnem egyes szám alanyesetű alakjához adnak hozzá. Ezt a nem és szám szerint is különböző esetragok követik. Ezzel a melléknév hosszú (határozott) alakúvá válik, és úgy ragozzák, mint az egyéb ilyen mellékneveket. A fokjelek eloszlása a következő:
- A -j- jel főleg az egy szótagú és hosszú magánhangzós melléknevekhez járul. Ezek mássalhangzóra végződnek, amellyel a jel egybeolvad, tehát többnyire a tőle és a mássalhangzótól is különböző mássalhangzó alakjában nyilvánul meg: pl. žut ’sárga’ → egyes szám alanyesetben žući (hímnem), žuća (nőnem), žuće (semlegesnem) ’sárgább’. Egyes melléknevek vég-mássalhangzójával a jel teljesen hasonul, és a mássalhangzó változatlan marad: vruć ’forró’ → vrući.[21] Írásban csak a latin ábécével jelenik meg egyes középfokú alakokban, pl. crn [t͡srn] ’fekete’ → crnji [t͡srɲi]. Egyes két szótagú melléknevek is megkapják ezt a jelt, ami az utolsó szótagjuk kiesését okozza, és az első szótag vég-mássalhangzójának a módosulását: kratak ’rövid’ → kraći.[22]
- Az -ij- az egy szótagú és rövid magánhangzós melléknevek középfok-jele (star ’öreg’ → stariji) és a legtöbb két szótagú, valamint az ennél több szótagúaké. Ezek utolsó magánhangzójának a kiesését okozza: sretan ’boldog’ → sretniji, oštrouman ’okos’ → oštroumniji.[23]
- A -š- jel csak három melléknévhez járul: lak ’könnyű’ → lakši, mek ’puha’ → mekši, lijep ’szép’ → ljepši.[24]

Néhány melléknévnek rendhagyó középfokú, szuppletív alakja van, azaz más szó adja, mint az alapfokú alakot: veliki ’nagy’ → veći, mali ’kicsi’ – manji, dobar ’jó’ – bolji, zao ’rossz’ – gori.
A felsőfok a középfokú alakhoz hozzáadott naj- előképzővel valósul meg: mlad ’fiatal’ → mlađi ’fiatalabb’ → najmlađi ’a legfiatalabb’.
A határozószók közül csak a melléknevekből szófajváltás útján keletkezettek fokozhatók. A melléknevek egyes szám alanyeset semleges nemű alakja használatos határozószóként is: brzo ’gyorsan’ → brže ’gyorsabban’ → najbrže ’a leggyorsabban’.
Inkább csak más nyelvek beszélőinek szóló grammatikákban van szó egyéb alakokról, például a más nyelvek grammatikáiban kizárólagos felsőfoknak nevezettről. Ennek megfelelő alakulhat a pre- előképzővel (previsok ’nagyon magas’) vagy különféle ilyen jelentésű határozószók + melléknév vagy határozószó csoportjából: vrlo lepa devojka ’nagyon szép lány’, izuzetno dobar film ’kivételesen jó film’.
Két szinonima egyenlőtlenséget kifejező szerkezet van, az od elöljárószóval + birtokos esetű második taggal, és a nego kötőszóval + alanyesetű második taggal: Jagode su skuplje od malina / nego maline ’Az eper drágább a málnánál / , mint a málna’. Egyenlőséget fejez ki az isto kao kötőszó értékű szókapcsolat + alanyesetű második tagos szerkezet: On je star isto kao Ivan ’Ő ugyanolyan öreg, mint Ivan’.
A felsőfokú alakot tartalmazó szerkezetet helyet kifejező vagy a među elöljáróval lehet alakítani: Ivan je najstariji čovek u selu ’Ivan a legöregebb ember a faluban’, Ivan je najstariji među seljacima ’Ivan a legöregebb a falubeliek közül’.

### Az angolban
Az angol nyelvben szintetikus és analitikus eszközökkel is történik a fokozás. Általában a viszonylag rövid szavaknak szintetikus alakjaik vannak, a viszonylag hosszúaknak pedig analitikusok:
| Fok      | Példák          | Példák            | Példák                  | Példák                    |
| Fok      | Rövid melléknév | Rövid határozószó | Hosszú melléknév        | Hosszú határozószó        |
| -------- | --------------- | ----------------- | ----------------------- | ------------------------- |
| Alapfok  | soft ’puha’     | soon ’hamar’      | exclusive ’kizárólagos’ | convincingly ’meggyőzően’ |
| Középfok | softer          | sooner            | more exclusive          | more convincingly         |
| Felsőfok | softest         | soonest           | most exclusive          | most convincingly         |

Ebben a nyelvben is vannak szuppletív alakok. More ’több’ a many ’sok’-nak felel meg, most ’legtöbb’ a much ’sok’-nak, és a körülírásos alakok képzésére is használatosak. Egyéb ilyen alakok few ’kevés’ – less – least, good ’jó’ – better – best, bad ’rossz’ – worse – worst. Az utobbi két melléknév közép- és felsőfokú alakjai ugyanakkor a well ’jól’, illetve a badly ’rosszul’ határozószókéi is.
A főbb összehasonlító szerkezetek az alábbi példákban láthatók:
Most hotels are more comfortable than motels ’A legtöbb szálloda kényelmesebb, mint a motelek’;
Some motels are as comfortable as hotels ’Egyes motelek ugyanolyan kényelmesek, mint a szállodák’;
Some motels are less comfortable than a modern hotel ’Egyes motelek kevésbé kényelmesek, mint egy korszerű szálloda’.
Példák felsőfokú mellékneves szerkezetekre:
Which is the tallest building in the world? ’Melyik a legmagasabb épület a világon?’;
Titan is the largest satellite of all ’A Titán a legnagyobb hold az összes közül’.

### A franciában
A francia nyelvben a fokozás csak körülírásokkal történik, és grammatikái rendszerét a középfok és a felsőfok alkategóriáival együtt mutatják be:
| Fok      | Fok            | Fok                 | Példák                                                                                         | Példák         |
| Fok      | Fok            | Fok                 | Melléknév                                                                                      | Határozószó    |
| -------- | -------------- | ------------------- | ---------------------------------------------------------------------------------------------- | -------------- |
| Alapfok  | Alapfok        | Alapfok             | intéressant (hímnem egyes szám), -e (nőnem egyes), -s (hn. többes), -es (nn. többes) ’érdekes’ | vite ’gyorsan’ |
| Középfok | nagyobb mérték | nagyobb mérték      | plus intéressant, -e, -s, -es                                                                  | plus vite      |
| Középfok | azonos mérték  | azonos mérték       | aussi intéressant, -e, -s, -es (que)                                                           | aussi vite     |
| Középfok | kisebb mérték  | kisebb mérték       | moins intéressant, -e, -s, -es (que)                                                           | moins vite     |
| Felsőfok | viszonylagos   | legnagyobb mérték   | le plus intéressant, la plus intéressante, les plus intéressant(e)s                            | le plus vite   |
| Felsőfok | viszonylagos   | legkisebb mérték    | le moins intéressant, la moins intéressante, les moins intéressant(e)s                         | le moins vite  |
| Felsőfok | kizárólagos    | nagyon nagy mérték  | très intéressant, -e, -s, -es                                                                  | très vite      |
| Felsőfok | kizárólagos    | nagyon kicsi mérték | très peu intéressant, -e, -s, -es                                                              | très peu vite  |

Megjegyzések:
1. A fokozást a melléknév és a határozószó elé tett határozószokkal valósítják meg.
2. A magyar grammatikákban felsőfoknak nevezettet viszonylagos felsőfoknak tekintik, ellentétben egy kizárólagos felsőfokkal, amely valaki/valami vagy valakik/valamik csoportjának tulajdonsága(i), illetve egy cselekvés körülménye(i) nagyon nagy vagy nagyon kicsi mértékét fejezi ki más valaki/valami vagy valakik/valamik csoportjához, illetve más cselekvés(ek)hez való viszonyítás nélkül.[15][16] A viszonyítás ez esetben csak az alapfokhoz történik.[31] A très ’nagyon’ kívül több más határozószó is kifejezi a nagyon nagy mértéket: Elle est extrêmement intelligente ’(A nő) rendkívül okos’, Il est fort / merveilleusement beau ’(A fiú) nagyon / csodálatosan szép’.[32]
3. A nagyon kicsi mérték fenti kifejezése meglehetősen ritka. Helyette inkább a melléknév vagy határozószó antonimáját használják nagyon nagy mértéket kifejező alakban: très peu intéressant, -e, -s, -es ’nagyon kevéssé érdekes’ – très ennuyeux ’nagyon unalmas’, très peu vite szó szerint ’nagyon kevéssé gyorsan’ – très lentement ’nagyon lassan’.

Ebben a nyelvben is vannak szabálytalanságok, melyeket a latinból fennmaradt középfokú szuppletív alakok adják. A plus ’több’ (< latin plus) és a moins ’kevesebb’ (< latin minus) szavak a fokozás analitikus kifejezésére is szolgálnak. Egyéb ilyen alakok a szinonimák nélküli meilleur, -e, -s, -es ’jobb’ és mieux ’jobban’, de egyeseknek vannak jelentésárnyalatnyi különbséggel analitikus szinonimáik is: moindre, -s ~ plus petit, -e, -s, -es ’kisebb’; pire, -s ~ plus mauvais, -e, -s, -es ’rosszabb’.
Az összehasonlítás szerkezeteiben a második tagot csak a que kötőszó vezeti be:
Gabriel conduit plus vite que toi ’Gabriel gyorsabban vezet, mint te’;
Il est aussi grand que moi ’Ő olyan magas, mint én’;
Il a moins neigé qu’hier ’Kevesebbet havazott, mint tegnap’.
Példák viszonylagos felsőfokú mellékneves szerkezetekre:
Élise est la fille la plus jolie de la classe ’Élise a legszebb lány az osztályban’;
Les exercices 1 à 5 sont les moins difficiles de ce chapitre ’Az első öt gyakorlat a legkevésbé nehéz ebben a fejezetben’.

### A románban
A román nyelvben teljesen analitikus a fokozás, és grammatikái ugyanúgy mutatják be, mint a francia nyelvéi:
| Fok      | Fok            | Fok                 | Példák                                                                                 | Példák                                    |
| Fok      | Fok            | Fok                 | Melléknév                                                                              | Határozószó                               |
| -------- | -------------- | ------------------- | -------------------------------------------------------------------------------------- | ----------------------------------------- |
| Alapfok  | Alapfok        | Alapfok             | înalt (hn. egyes szám), -tă (nn. egyes), -ți (hn. többes), -te (nn. többes) ’magas’    | bine ’jól’                                |
| Középfok | nagyobb mérték | nagyobb mérték      | mai înalt, -tă, -ți, -te                                                               | mai bine                                  |
| Középfok | azonos mérték  | azonos mérték       | la fel de / tot așa de / tot atât de înalt, -tă, -ți, -te                              | la fel de / tot așa de / tot atât de bine |
| Középfok | kisebb mérték  | kisebb mérték       | mai puțin înalt, -tă, -ți, -te                                                         | mai puțin bine                            |
| Felsőfok | viszonylagos   | legnagyobb mérték   | cel mai înalt, cea mai înaltă, cei mai înalți, cele mai înalte                         | cel mai bine                              |
| Felsőfok | viszonylagos   | legkisebb mérték    | cel mai puțin înalt, cea mai puțin înaltă, cei mai puțin înalți, cele mai puțin înalte | cel mai puțin bine                        |
| Felsőfok | kizárólagos    | nagyon nagy mérték  | foarte înalt, -tă, -ți, -te                                                            | foarte bine                               |
| Felsőfok | kizárólagos    | nagyon kicsi mérték | foarte puțin înalt, -tă, -ți, -te                                                      | foarte puțin bine                         |

A románban nincsenek rendhagyó középfokú alakok.
Az összehasonlító szerkezetek több eszközzel alakulnak, mint a franciában:
Ion este mai înalt decât / ca / de cum este Andrei ’Ion mabasabb, mint Andrei’;
Ion este tot așa de / tot atât de / la fel de înalt ca (și) Andrei ’Ion ugyanolyan magas, mint Andrei’;
Ion este mai puțin înalt decât / ca / de cum este Andrei ’Ion kevésbé magas, mint Andrei’.
Példa viszonylagos felsőfokú melléknévvel: El este cel mai înalt dintre elevi / din clasă ’Ő (hn.) a legmagasabb a tanulók közül / az osztályban’.
A kizárólagos felsőfok kifejezését csak a foarte ’nagyon’ határozószóval tekintik grammatikalizáltnak, de sok más eszköze is van, melyek inkább kifejezőerőt hivatottak elérni. Ilyen eszközök az alábbiak:
- határozószó + a de elöljárószó, pl. fantastic de ’fantasztikusan’;
- határozószó értékű szókapcsolat + de, pl. peste măsură de ’mértéken felül’;
- a melléknevet követő határozószó értékű főnév, pl. scump foc ’méregdrága’ (szó szerint ’tűzdrága’);
- a melléknév megismétlése, pl. mare-mare ’nagyon nagy’;
- alanyesetű főnév megismétlése birtokos esetben, pl. frumoasa frumoaselor ’a szépek szépe’;
- egyes előképzők, pl. stră- a străvechi ’ősrégi’ szóban;
- a latinból való -isim jövevény utóképző, pl. a rarisim ’nagyon ritka’ szóban.